# تيد (مؤتمر)
تيد (بالإنجليزية: TED) هي اختصار لتكنولوجيا وترفيه وتصميم. تيد سلسلة من المؤتمرات العالمية التي تهدف لتعريف ونشر الأفكار الجديدة والمتميزة للعالم وترعاها «مؤسسة سابلنج الأمريكية» وهي مؤسسة غير ربحية خاصة شعارها «أفكار تستحق الانتشار».
تأسست تيد في عام 1984 كحدث لمرة واحدة. وقد بدأ المؤتمر السنوي في عام 1990، في مونتري، كاليفورنيا. كان تركيز تيد المبكر على التكنولوجيا والتصميم متوافقاً مع نشأتها في وادي السيليكون. وتعقد الفعاليات اليوم في لونغ بيتش ولونغ سبرنغ في الولايات المتحدة الأميركية وأوروبا وآسيا مترافقة مع بث حي للمحادثات التي تتناول مجموعة واسعة من المواضيع في مجال البحث والممارسة العملية للعلم والثقافة، ويتم ذلك غالباً بطريقة سرد القصص. يعطى المتحدثون 18 دقيقة كحد أقصى لعرض أفكارهم في أكثر الوسائل ابتكاراً وإثارة للاهتمام. تتضمن قائمة المتحدثين السابقين بيل كلينتون، جين جودل، مالكوم جلادويل، آل غور، جوردون براون، ريتشارد داوكينز، بيل غيتس، المربي سلمان خان، مؤسسا غوغل لاري بيج وسيرجي برين، والعديد من الفائزين بجائزة نوبل. أمين TED الحالي هو كريس أندرسون، صحافي الحاسب البريطاني السابق وناشر المجلات.
من عام 2005 إلى عام 2009، تم منح 3 جوائز سنوية من تيد قيمتها 100,000 $ لمساعدة الفائزين بها على تحقيق حلمهم في تغيير العالم. لكن ابتداءً من العام 2010، تغيرت عملية الاختيار لتشمل فائزاً واحداً فقط في سبيل ضمان أن تيد ستتمكن من تحقيق أقصى قدر من الجهود يمكن بذلها في تحقيق رغبة الفائز. ويكشف كل فائز عن رغبته في المؤتمر السنوي الرئيسي.
تتوفر مؤتمرات تيد للمشاهدة المجانية على الإنترنت برخصة التشارك الإبداعي على موقع "TED.com"، وذلك منذ عام 2006. وقد تم ترجمة المقاطع الي مختلف اللغات من بينها اللغة العربية. بلغ عدد المحادثات المتاحة على الإنترنت في نوفمبر 2011 أكثر من ألفٍ وخمسمئة محاضرة. وبحلول يونيو 2009 كانت هذه المحاضرات قد شوهدت خمسين مليون مرة. قفز هذا الرقم إلى خمسمئة مليون بحلول يوليو 2011 ، ما يظهر جمهوراً ينمو باستمرار.

## خلفية

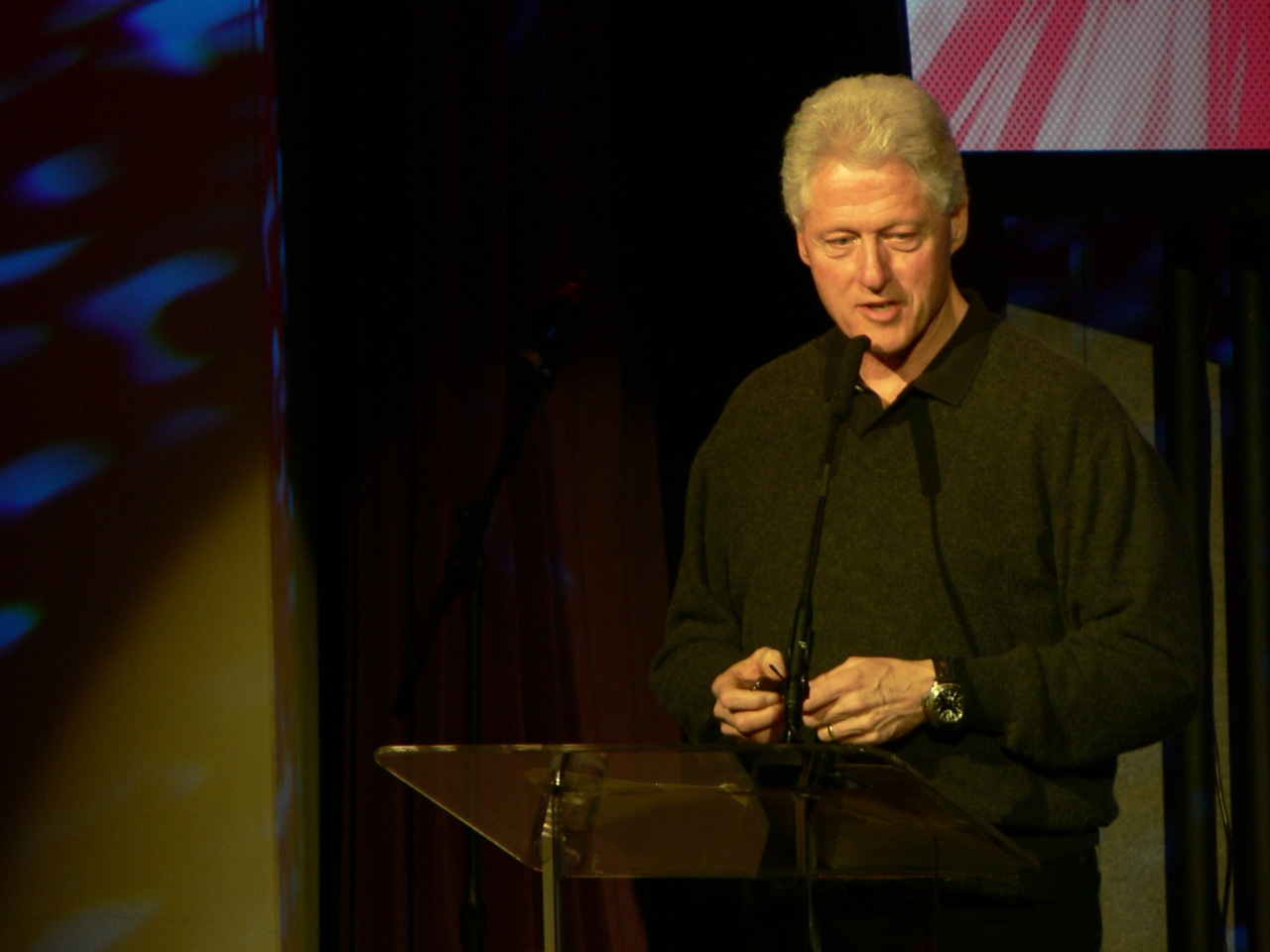
بيل كلينتون في مؤتمر تيد 2007

يبدأ بيان أهداف تيد بالفقرة التالية:
نحن نؤمن بحماسة بقدرة الأفكار على تغيير التصرفات والحياة، وفي النهاية قدرتها على تغيير العالم. لذا فإننا نبني هنا مكاناً لتبادل المعلومات لنوفر المعرفة المجانية والإلهام من مفكري العالم الأكثر إيحاء، ومن مجموعة من الناس المتعطشة لمشاركة الأفكار مع الآخرين.
يقع المقر الرئيسي لموظفي TED في مدينتي نيويورك وفانكوفر. استمر عقد المؤتمر في مونتيري بولاية كاليفورنيا حتى عام 2009 ونقل بعد ذلك إلى لونغ بيتش، كاليفورنيا بسبب وجود زيادة كبيرة من الحضور.

## تيد العالمي
واضيف في عام 2005 بإشراف من أندرسون مؤتمر دولي شقيق آخر تحت مسمى «تيد العالمي». وقد عُقد في ترتيب زمني وهو كالتالي: في اكسفورد، المملكة المتحدة (عام 2005) وفي اروشا، تنزانيا (عام 2007 بعنوان تيد أفريقيا)، ومرة أخرى في اكسفورد (عام 2009 و2010)، بالإضافة إلى مؤتمر آخر باسم تيد الهند في ميسور (عام 2009). كما عقد في عام 2011 و2012 مؤتمر تيد العالمي في ادنبره في اسكتلندا.
ودخلت مجهودات تيد بذلك إلى تقديم محاضرات من مختصين وباحثين في الصحة والتعليم والرياضة والفصاحة والتغذية وغيرها. وبالفعل كل من له سؤال في موضوع معين فإنه يجد في تيد محاضرة أو أكثر تــُفيد موضوع الباحث.

## جائزة تيد
أعتُمدت جائزة تيد في عام 2005. في الأعوام التي سبقت عام 2010، سُلمت ثلاث جوائز سنوياً قيمتها 100 ألف دولار أعطيت لتحقيق رغبات المشتركين الفائزين بتغيير العالم حسب ما أوضحت مشاركاتهم في فعاليات تيد غير أن الاستراتيجية المتبعة تغيرت في ذلك العام، وأعطيت جائزة واحدة فقط، كان التبرير بأن «نصف أحلام تغيير العالم على الأقل لا زالت تحتاج إلى التزامنا»، و«إضافة المزيد من الأحلام قد يحمل خطر إضعاف هذه الجهود». في عام 2013، تم رفع قيمة الجائزة إلى مليون دولار.
| 2005            | 2006           | 2007                  | 2008           | 2009        | 2010        | 2011   | 2012     |
| --------------- | -------------- | --------------------- | -------------- | ----------- | ----------- | ------ | -------- |
| بونو            | لاري بريليانت  | بيل كلينتون           | نيل توروك      | سيلفيا إيرل | جيمي أوليفر | جيه أر | سيتي 2.0 |
| ادوارد بوردنسكي | جيهان نجيم     | إدوارد أوسبورن ويلسون | ديف إغرز       | جيل تارتر   | جيمي أوليفر | جيه أر | سيتي 2.0 |
| روبرت فيشتكل    | كاميرون سنكلير | جيمس ناشتوي           | كارن أرمسترونغ | خوزيه آبرو  | جيمي أوليفر | جيه أر | سيتي 2.0 |

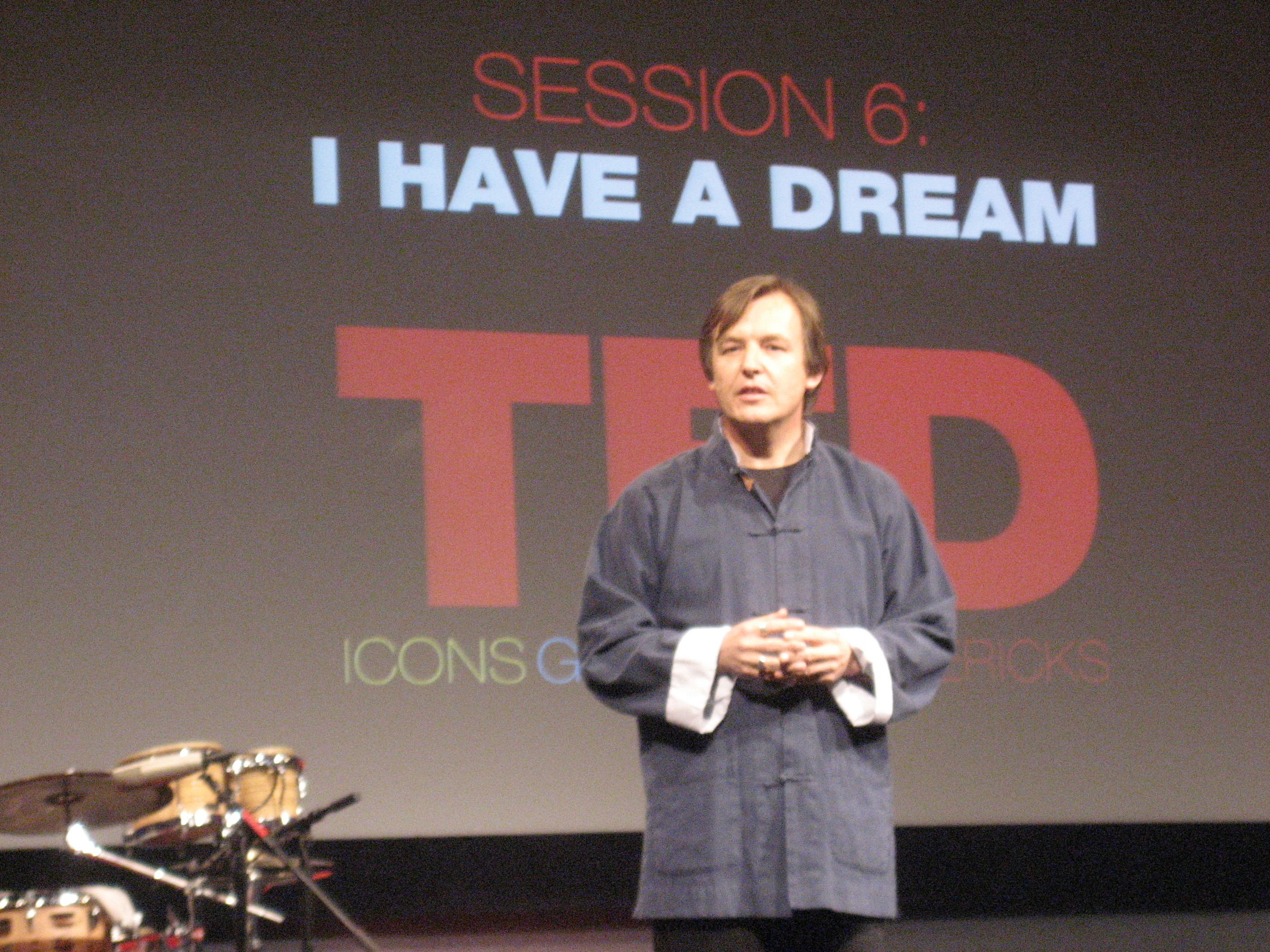
ريس أندرسون في عام 2007

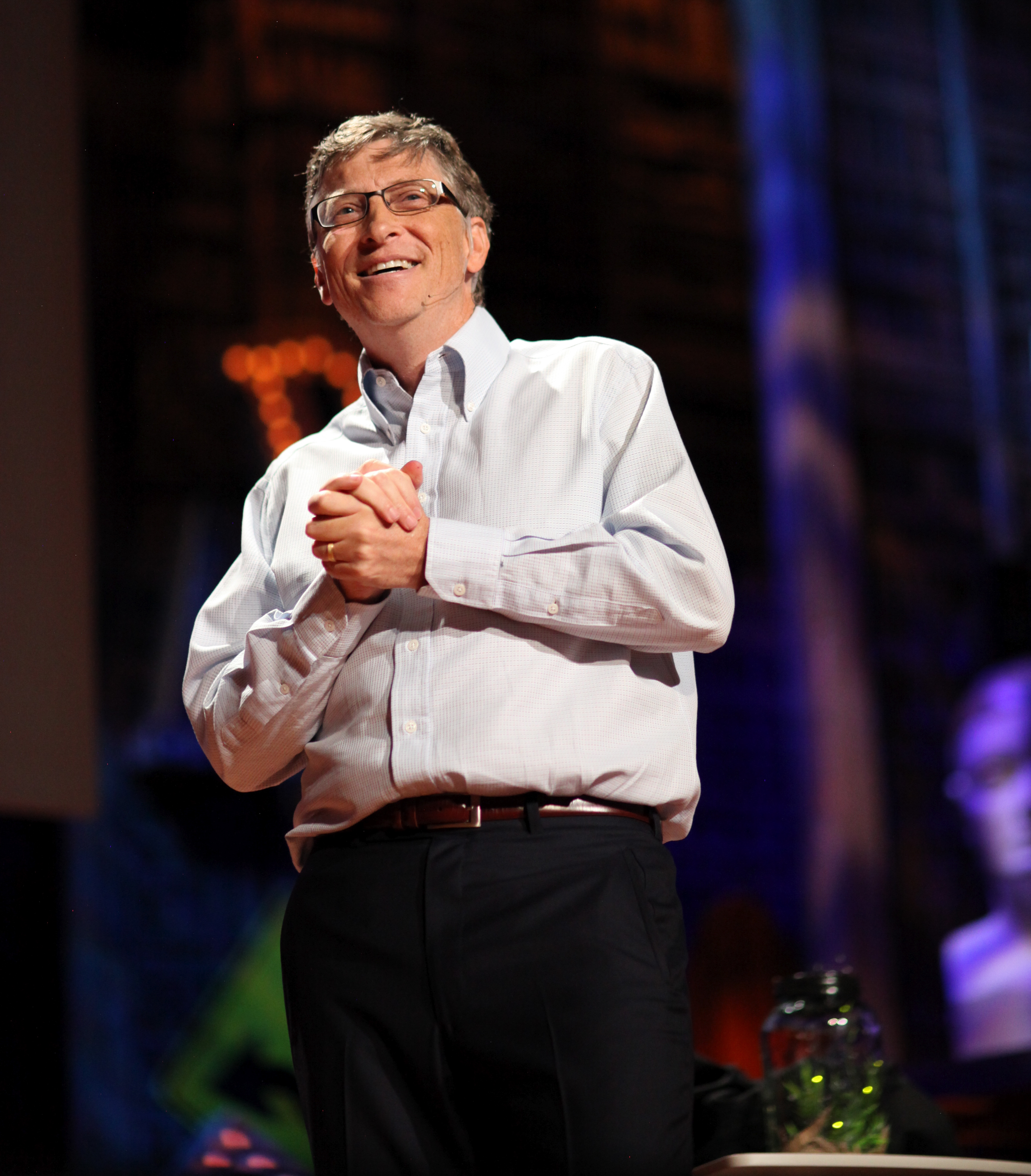
بيل غيتس في مؤتمر تيد 2010

تيد عبارة عن منظمة غير ربحية مكرسة لـ أفكار تستحق الانتشار. كانت أول بوادر تيد عام 1984 كمؤتمر يجمع أناس من ثلاثة عوالم: التكنولوجيا والترفيه والتصميم. أتسع نطاقه منذ ذلك الوقت. بالإضافة إلى مؤتمرين سنويين: مؤتمر تيد في لونغ بيتش وبالم سبرينغز كل ربيع ومؤتمر تيد العالمي في إدنبره (المملكة المتحدة) كل صيف، يشمل تيد موقع الفيديو خُطب تيد الحائزة على الجوائز ومشروع الترجمة المفتوح ومحادثات تيد وزملاء تيد وبرامج تيد أكس وجائزة تيد السنوية.
يجمع مؤتمري تيد السنوية -في لونغ بيتش/بالم سبرينغز وإدنبرة، اسكتلندا- أعظم مفكري العالم حيث يتم تحديهم بإلقاء أهم خطبة في حياتهم (خلال 18 دقيقة أو أقل).

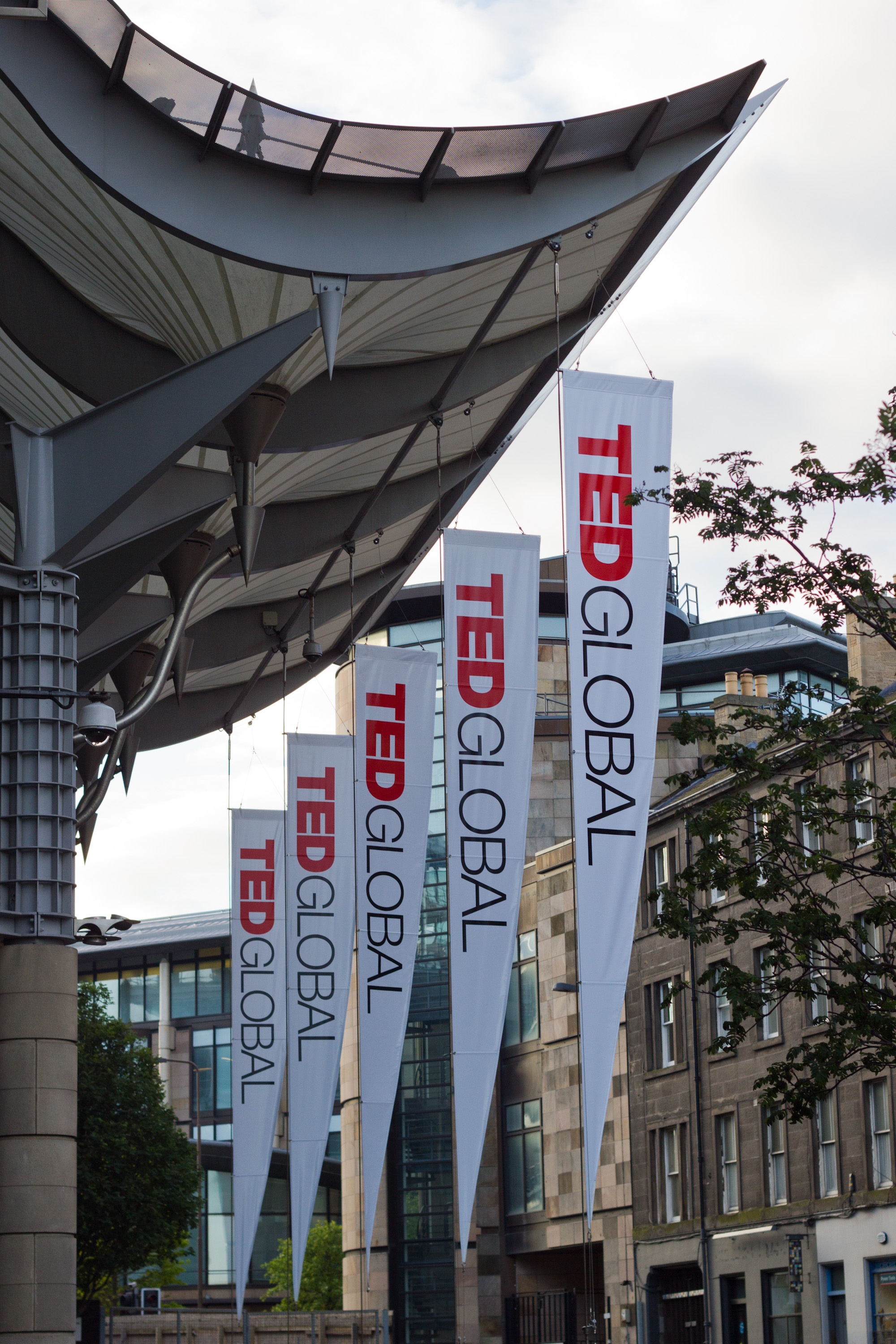
مؤتمر تيد العالمي 2012 في مركز المؤتمرات الدولي في أدنبره

يُنشر على موقع تيد الإلكتروني (TED.com) أفضل الخطب والعروض من تيد وشركاءه للعالم، مجانًا. يوجد الآن أكثر من 900 خطبة تيد ويتم إضافة المزيد أسبوعيًا. جميع الخطب مترجمة باللغة الإنجليزية والعديد منها مترجم بلغات أخرى.
مهمة تيد: نشر الأفكار.
يُعقد مؤتمر تيد في الربيع كل سنة في لونغ بيتش ويبث مباشرة في بالم سبرينغز. أكثر من ألف شخص يحضر المؤتمر ويتسع المحتوى ليشمل العلوم والأعمال والفنون والقضايا العالمية التي تواجه العالم. على مدى أربعة أيام يُمنح 50 متحدثًا 18 دقيقة لتقديم خطبة قد تشتمل على الموسيقى والعروض والكوميديا.
يُعد مؤتمر تيد العالمي مؤتمر تيد الصيفي، وتعتبر مواضيعه عالمية بطبيعة الحال. عُقد تيد العالمي في أكسفورد، المملكة المتحدة عامي 2005 و2009 وفي أروشا، تنزانيا عام 2007 وإدنبرة، اسكتلندا عام 2012.
صُممت جائزة تيد للاستفادة من مواهب وموارد مجتمع تيد المميز. سنويا تُمنح الجائزة لفرد مميز و$100,000 لتحقيق «أمنية لتغير العالم.»
بدأت خطب تيد كمحاولة بسيطة لمشاركة ما يحدث في تيد مع العالم. تحت مظلة «أفكار تستحق الانتشار» نُشرت الخطب على الإنترنت. سرعان ما جذبت ملايين المشاهدين من جميع أقطاب الأرض.
يساعد برنامج زملاء تيد مفكري العالم أن يصبحوا جزء من مجتمع تيد وتضخيم تأثير مشاريعهم ونشاطاتهم المثيرة. يُستمد أفراد زملاء تيد وتيد العالمي من تخصصات كثيرة مختلفة تعكس تنوع مجتمع تيد: التكنولوجيا والترفيه والتصميم والعلوم والعلوم الإنسانية والفنون والأعمال والمزيد.
يمد برنامج تيد أكس المجتمعات والمنظامات والأفراد بالفرصة لتحفيز الحوار في تجربة كتجربة تيد على المستوى المحلي. يتم تنظيمها وتنسيقها بشكل مستقل.
يجلب مشروع تيد للترجمة المفتوح خُطب تيد إلى ما وراء العالم الناطق باللغة الإنجليزية عن طريق توفير الترجمة والنصوص التفاعلية وتهيئة الفرصة لأي متطوع ترجمة أي خطبة. أُطلق المشروع بـ 300 ترجمة و30 لغة و200 مترجم متطوع من أنحاء العالم. بعد مرور عام، أصبح عدد الترجمات 21,000 من آلاف المتطوعين من مجتمع تيد. أنه مشروع طموح يعزز جذريًا سهولة الحصول على الخطب خصوصا لمن يعاني من ضعف في السمع والغير ناطقين باللغة الإنجليزية.
اليوم، يعتبر تيد مجتمع عالمي. أنه مجتمع يرحب بالأفراد من جميع التخصصات والثقافات ممن يسعون إلى فهم أعمق للعالم.

## تيدكس

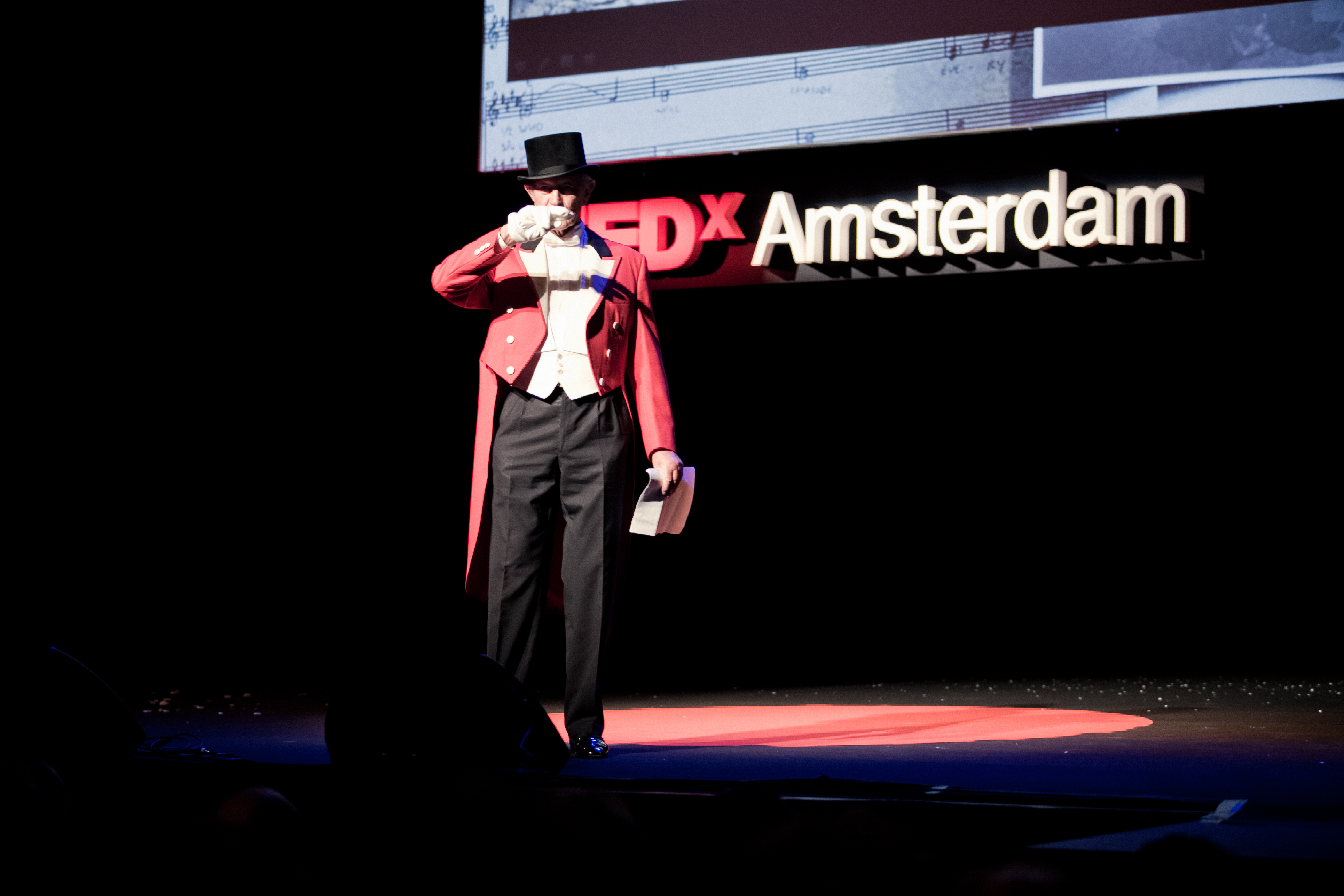
بيتر فان ليندونك في تيدكس أمستردام - 2010

في عام 2009 بدأ تيد منح تراخيص لأطراف ثالثة مستقلة لتنظيم مؤتمرات تيد على الصعيد الدولي يحظر على هذه مؤتمرات تيدكس (بالإنجليزية: TEDx) التربح من إقامة هذه المؤتمرات، على الرغم من أنه في بعض الأحيان يمكن فرض رسوم ($ 100 كحد أقصى) لتغطية تكاليف تنظيم المؤتمر. التراخيص مجانية، ولكن يتم فحصها من قبل تيد قبل إعطاء الامتياز كونه يخضع لشروط. تيدكس لا تدفع للمتكلمين ويجب أن توافق تيد على إعطاء الحق في تحرير وتوزيع تقديمها بموجب ترخيص التشارك الإبداعي. في نهاية عام 2012، عُرض أكثر من 16,000 محاضرة في أكثر من 5,000 مؤتمر تيدكس في 1,200 مدينة في 133 دولة. وفي يونيو 2012، جرى تنظيم خمس فعاليات تيدكس في المتوسط يوميا، في واحدة من 133 بلدا.

### زملاء تيد
في عام 2007 أدخل زملاء تيد وذلك خلال مؤتمر تيد أفريقيا في أروشا، تنزانيا حيث اخُتير 100 شاب وشابة من مختلف أنحاء القارة. وبعد ذلك بعامين أثناء انعقاد مؤتمر تيد الهند؛ تم توظيف 99 من زملاء تيد وأغلبهم من شرق آسيا. وفي عام 2009 بدأ برنامج الزملاء في شكله الحالي.

## وصلات خارجية
- محاضرات مترجمة للغة العربية من موقع تيد